# Buchnera trilobata
Buchnera trilobata är en snyltrotsväxtart som beskrevs av Sidney Alfred Skan. Buchnera trilobata ingår i släktet Buchnera och familjen snyltrotsväxter. Inga underarter finns listade i Catalogue of Life.